# Andrzej Matynia (inżynier)
Andrzej Eugeniusz Matynia (ur. 1947) – polski inżynier chemik. Absolwent z 1970 Politechniki Wrocławskiej. Od 2002 profesor na Wydziale Chemicznym Politechniki Wrocławskiej i dziekan tego wydziału (2008-2012). Został odznaczony: Złotą Odznaką Politechniki Wrocławskiej (1985), Złotą Odznaką Zasłużony dla Województwa Wrocławskiego i Miasta Wrocławia (1987), Srebrnym Krzyżem Zasługi (1988), Srebrną i Złotą Odznaką Honorową NOT (1990, 1996), Odznaką Honorową za Zasługi dla Oświaty (1996), Medalem Wojciecha Świętosławskiego (1997), Medalem Komisji Edukacji Narodowej (2002)